# Gudrun Hasselriis
Gudrun Hasselriis, född 21 februari 1890 i Aarhus, död 25 januari 1984, var en dansk skolinspektör och politiker för Det Konservative Folkeparti. Hon var folketingsledamot 1945–1947 och 1950–1953. Hon var dessutom suppleant 26 oktober 1949 – 31 december 1949.
Gudrun Hasselriis var dotter till fabrikanten Frederik Hasselriis och Anna Hasselriis, född Prior. Hasselriis och hennes syster, Ingeborg Hasselriis, växte upp i Aarhus. Hon avlade preliminärexamen från Elise Smiths Højere Pigeskole 1908 och valde därefter att studera till lärarinna. Hon flyttade därmed till Köpenhamn för att studera vid Femmers Seminarium (tidigare Femmers Kvindeseminarium), från vilken hon avlade lärarinneexamen 1912. Hon genomgick dessutom ytterligare utbildning i undervisning av ”mindre begåvade” barn samt i gymnastik vid Köpenhamns lärarhögskola. Hon arbetade därefter som vikarie vid Aarhus kommunala skolväsende innan hon blev ordinarie lärare vid Christiansgades Skole 1917. Efter 16 år som lärare utsågs hon till ställföreträdande skolinspektör 1933 och sedan till skolinspektör vid Frederiks Allés Skole (1937–1955). Hon blev därefter föreståndare i Köpenhamn för det konservativa bildningsförbundet, Folkeligt Oplysningsforbund, vid vilken hon tidigare hade varit ordförande av dess avdelning i Aarhus (1949–1955). Hon intog därefter fler framträdande poster inom förbundet, däribland som ledamot av dess verkställande utskott (1954–1956) och i förbundsstyrelsen (från 1956). Parallellt med dessa uppdrag var hon dessutom ledamot av det verkställande utskottet (1952–1956) och i styrelsen (från 1956) för Aarhus aftenseminarium.
Hasselriis var även socialt engagerad inom flera organisationer, däribland som medlem av tillsynsrådet för den danska statens sjukhus för sinnessjuka (1951–1953), samt som inspektör för Hadstens spädbarnshem (från 1947) och för det danska Röda Korsets barnhem Sølyst i Risskov utanför Aarhus (från 1954). Hon var även s.k. borgerlig ombudsman, dvs. att hon medverkade i behandlingen av rättsliga fall i olika rättsinstanser (1941–1945).